# Joseva Talacolo
Joseva Talacolo (1 de abril de 1997) é um jogador de rugby fijiano, que joga na posição de back.

## Carreira
O mais velho de oito filhos, ele cresceu na aldeia de Naqarawai, na província de Namosi. Ele disse que decidiu jogar rugby union para sustentar seus pais, depois de "ver como meus pais lutam para colocar comida na nossa frente, colocar um teto sobre nossas cabeças e nos sustentar". Seu pai o matriculou na Lelean Memorial School Rugby Academy e Talacolo subiu na hierarquia.
Talacolo, um centro interno, tornou-se um "jogador influente na cena local [de rúgbi] 7s" com o clube Police Blue. Ele foi descrito pelo The Fiji Times como "o homem certo no ar para o Police Blue ... Sua destreza em vencer reinicializações e line-outs foi aplaudida pelos fãs. Além disso, suas habilidades aéreas com a bola e o manuseio da bola com uma mão são fenomenais."
Talacolo perdeu por pouco a seleção para a seleção nacional de rúgbi sevens de Fiji para as Olimpíadas de Verão de 2020, sendo uma reserva itinerante. Mais tarde, ele estreou pela seleção nacional no Dubai Sevens de 2021, realizado em novembro e dezembro de 2021. Ele perdeu a seleção para os Jogos da Commonwealth de 2022 devido a uma doença, mas voltou a tempo para a Copa do Mundo de Rúgbi Sevens de 2022 e ajudou Fiji a conquistar o título da Melrose Cup. Ele competiu por Fiji no Dubai Sevens de 2023 e marcou o try da vitória na abertura contra os Estados Unidos.
Talacolo se casou com Emi Kalougata em janeiro de 2024. Ele foi selecionado para a seleção de Fiji nas Olimpíadas de Verão de 2024.